# 北海道こんぶ研究会
北海道こんぶ研究会（ほっかいどうこんぶけんきゅうかい）は、札幌市に本部を置き、四ツ倉典滋を理事長とする北海道大学発のNPO法人である。
設立認証は2008年1月8日。

## 概要
広く社会一般に対して、こんぶに関連する研究・教育・交流等に関する事業を行い、海洋環境保全と各種地域貢献、自然科学の振興に寄与することを目的としている。
任意団体「こんぶ研究会」を経て、2008年に特定非営利活動法人 北海道こんぶ研究会として認可された。
「こんぶを楽しむ1日」をテーマにしたイベント「こんぶDay」を開催するほか、シンポジウム、講演会、「コンブ藻場造成試験」などに取り組んいる。

## 活動内容
- 社会教育の推進を図る活動
- まちづくりの推進を図る活動
- 環境の保全を図る活動
- 科学技術の振興を図る活動
- 上に掲げる活動を行う団体の運営または活動に関する連絡、助言または援助の活動

## 基本情報

### 事業内容
特定非営利活動に係る事業
1. こんぶ種苗管理事業
2. こんぶ啓蒙事業
3. こんぶ活用研究事業
4. こんぶ生育環境改善事業
5. こんぶ関連教育事業

その他の事業
1. こんぶ種苗販売事業
2. こんぶ関連製品販売等促進事業

### 役員(設立時の役員）
- 理事長　四ツ倉典滋
- 副理事長　川下浩一
- 理事　荒磯恒久、角田博義、川井唯史、秋野秀樹、吉田省子、附柴裕之、勝山吉德、江端弘樹